# ヒドロン
ヒドロン(Hydron)は、H+という記号で表される、水素原子の陽イオンの一般名である。

## 概要
「プロトン」という言葉は、最も多い同位体である軽水素の陽イオンを意味する。「ヒドロン」は、その同位体組成に関わらない陽イオンを表す。そのため、プロトン(1H+)、デューテロン(2H+, D+)、三重水素(3H+, T+)を含む名称である。他のイオンと異なり、ヒドロンは裸の原子核のみから構成される。
ヒドロン（裸の水素原子核）は、反応性が高すぎるため多くの液体中では存在できない。自由なヒドロンは、液体中で分子と反応し、より複雑な陽イオンを形成する。例としては、水中における水素イオンの水和型であるヒドロニウムイオン(H3O+)や最も強い超酸であるフルオロアンチモン酸の不安定な陽イオンH2+がある。このため液体中では、ヒドロンは複雑なイオンと接触して、グロッタス機構により拡散する。水中においてヒドロニウムイオンは、スヴァンテ・アレニウスによる酸の定義の鍵となる。
他の水和型には、1つのプロトンと2つの水分子からなるズンデルカチオン(H5O2+)や1つのプロトンと3つの水分子からなるアイゲンカチオン(H9O4+)があり、グロッタス機構に従う「水素ホッピング」において重要な役割を担っている。ヒドロン自体も、より一般的なブレンステッド-ローリーの酸塩基理論において重要な役割を果たしている。
陰電荷を持つヒドロンのカウンターパートは、ヒドリド(H-)という。

## ヒドロンの同位体

- プロトン - {\displaystyle {\ce {{}^1H^+}}}（即ち水素原子の陽イオン）
- デューテロン - {\displaystyle {\ce {^2H^+ , D^+}}}
- トリトン - {\displaystyle {\ce {^3H^+ , T^+}}}

他の水素の同位体は、不安定すぎて意味を持たない。

## 用語の歴史
「ヒドロン」(Hydron)という用語は、国際純正・応用化学連合により、未分画の天然の水素同位体混合物に含まれる軽水素、重水素、三重水素について区別がなされないときに「プロトン」に代わる言葉として使うことが勧告されている。「プロトン」という用語は、同位体分離された純粋な1H+を表す。一方、水素化物イオンも存在するために、ヒドロンを単に「水素イオン」(hydrogen ion)ということは推奨されない。
「ヒドロン」という用語は、1988年に国際純正・応用化学連合によって定義された。しかし、今でも「ヒドロン」という用語の代わりに「プロトン」という用語が用いられており、プロトン化、脱プロトン化、プロトンポンプ、プロトンチャネル等という用語がある。また酸塩基反応によるH+の移動は、通常は「プロトン移動」と呼ばれる。「ヒドロン」という用語は、速度論的同位体効果や同位体標識等、水素の同位体を区別することが重要な文脈でのみ用いられている。
しかし、天然の水素原子核の99.9844%はプロトンであり、残り（海水では156 ppm）がデューテロン、ごく少量がトリトンである。